# Engenho
 (mars 2023).
Si vous disposez d'ouvrages ou d'articles de référence ou si vous connaissez des sites web de qualité traitant du thème abordé ici, merci de compléter l'article en donnant les références utiles à sa vérifiabilité et en les liant à la section « Notes et références ».

Un engenho-bangüê en fonctionnement,
État du Pernambouc, Brésil, dans les années 1950.

Dans le Brésil de l'époque coloniale, un engenho était un dispositif destiné à la fabrication du sucre, regroupant la presse (moenda en portugais), la « maison des chaudières » (casa das caldeiras) et la « maison de purification » (casa de purgar). 

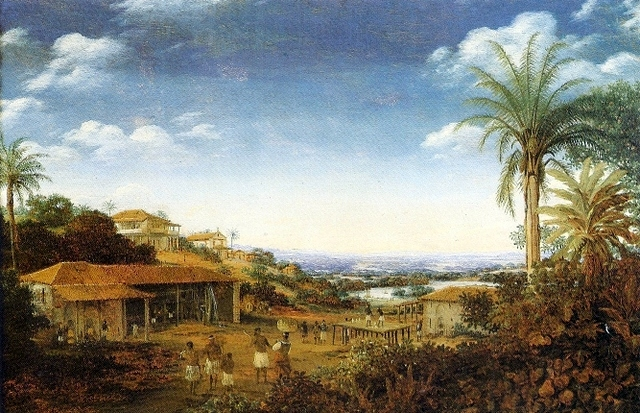
Engenho de Pernambouc.

L'ensemble, nommé engenho-bangüê, finit par être désigné sous l'appellation générale d'engenho, regroupant à la fois les plantations, les locaux des productions (casa-de-engenho), la résidence du propriétaire (casa-grande) et les habitations des esclaves (senzala), soit l'ensemble de la propriété.

## Généralités
Le premier engenho construit au Brésil fut installé en 1533 dans la capitainerie de São Vicente, par Martim Afonso de Sousa. Il fut nommé engenho São Jorge. 

## Étapes traditionnelles de production de sucre dans unengenho
- La première étape, commune à tous les engenhos, est la pression mécanique des tiges de canne à sucre, permettant l'extraction du jus de canne, le vesou (caldo de cana ou garapa en portugais). Ce jus est ensuite conduit dans des réservoirs où il est stocké en attendant les étapes suivantes.

- En ce qui concerne la production de cachaça, ou d'alcool en général, le vesou reste stocké en attendant sa fermentation. Il sera ensuite distillé.

- Pour la production de sucre, le jus de canne est placé dans de grandes cuves de cuivre et chauffé jusqu'à ce qu'il se transforme en « miel ». Ce miel est ensuite transféré dans un réservoir où il est remué en permanence pour accélérer la cristallisation du sucre.

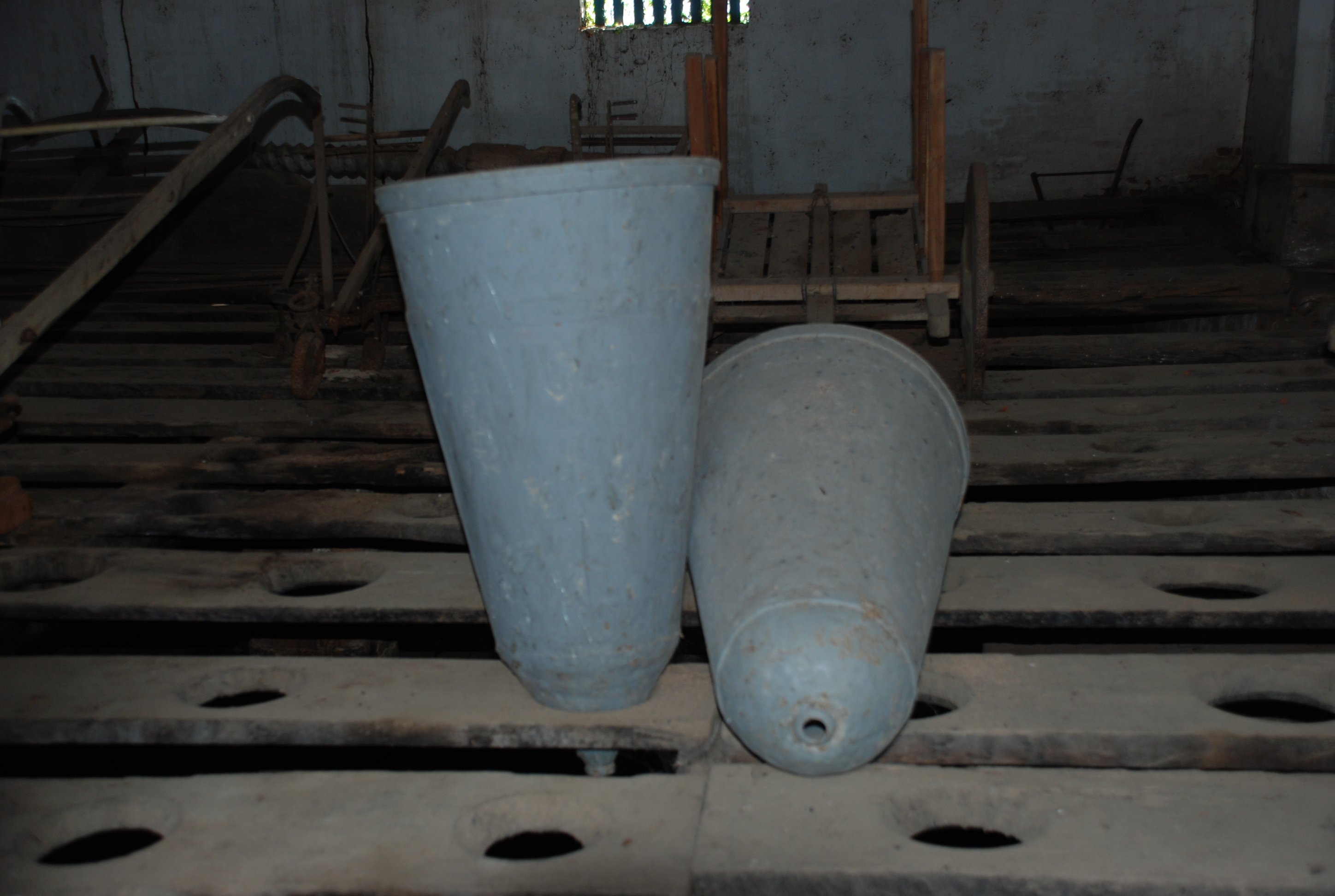
Moules coniques percés, dans une casa de purgar désaffectée

- Le miel est alors disposé dans des moules coniques où il reste jusqu'à complet refroidissement. Après la cristallisation, le miel excédentaire, non cristallisé, est extrait par décantation à travers un orifice dans la partie inférieure du moule. Ce liquide, appelé mélasse, peut être utilisé à d'autres fins, comme la fabrication de cachaça.

- Le sucre cristallisé, en forme de pain (appelé alors « pain de sucre », ou pão de açucar en portugais), est ensuite démoulé. Il s'agit alors de sucre brut (« sucre roux », ou mascavo en portugais), qui peut être commercialisé sous cette forme ou soumis à un processus de clarification, pour obtenir du sucre raffiné (« sucre blanc », ou demerara en portugais). La transformation du sucre roux en sucre blanc est réalisée, au sein des engenhos, par le processus de purification, dans le local appelé casa de purgar. La purification est réalisée à l'aide d'eau appliquée sur les pains de sucre et récupérée en dessous, chargée des impuretés du sucre roux.